# Кайо де Алмейда
Кайо де Алмейда (порт. Kaio de Almeida, 19 жовтня 1984) — бразильський плавець.
Учасник Олімпійських Ігор 2004, 2008, 2012 років.
Чемпіон світу з водних видів спорту 2006 року, призер 2010 року.
Переможець Панамериканських ігор 2007, 2011, 2015 років, призер 2003 року.